# Aeroportul Phaeton
Aeroportul Phaeton (IATA: FLT) este un aeroport din Phaeton⁠(d), Fort-Liberté⁠(d), Nord-Est⁠(d), Haiti ce deservește zona Fort-Liberté.
Situat la o altitudine de 11 m, aeroportul dispune de o singură pistă.